# Bitwa pod Blue Licks

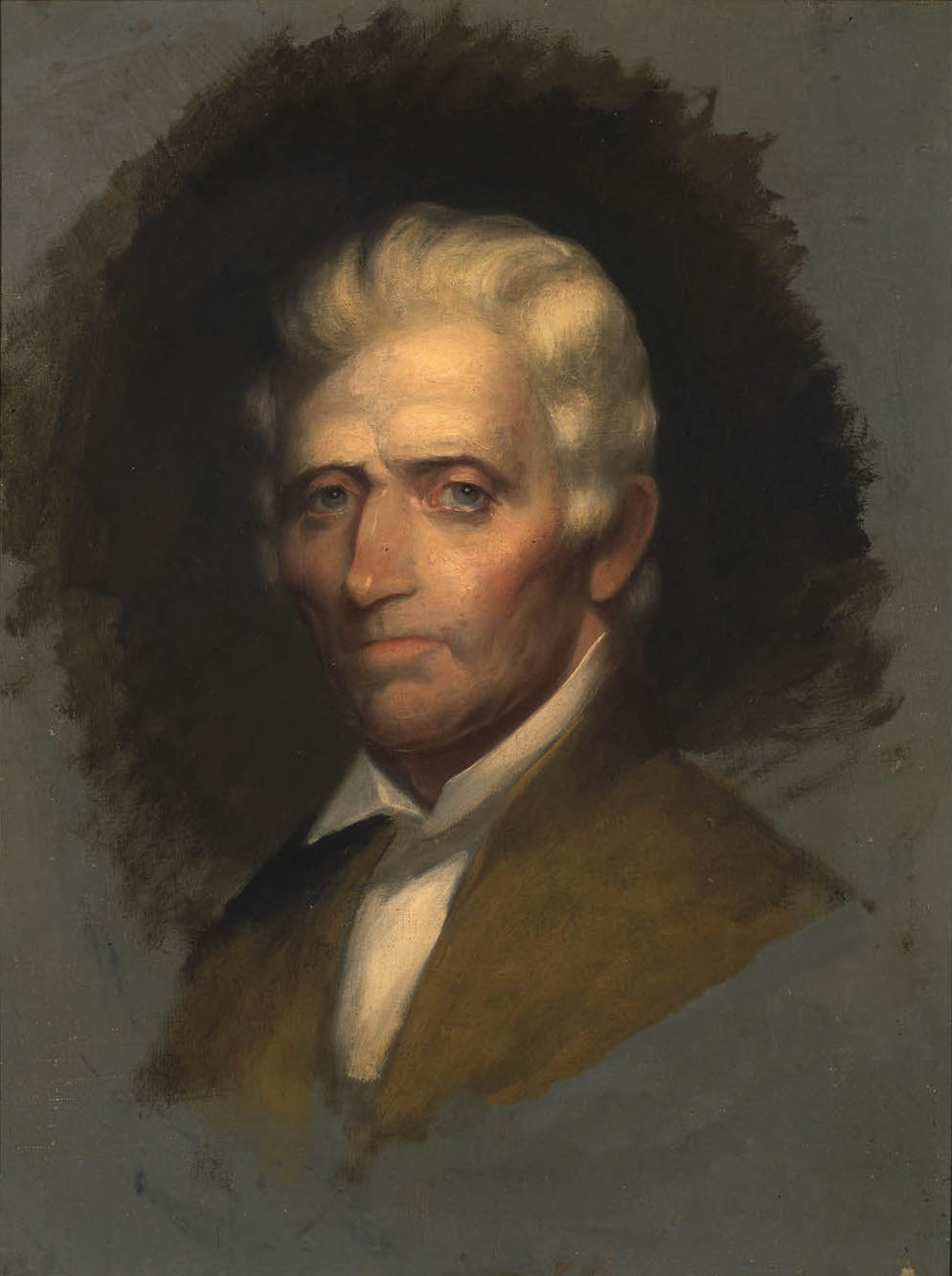
Ten obraz olejny z roku 1820 (autor Chester Harding) jest jedynym portretem Daniela Boone'a powstałym za życia sławnego trapera

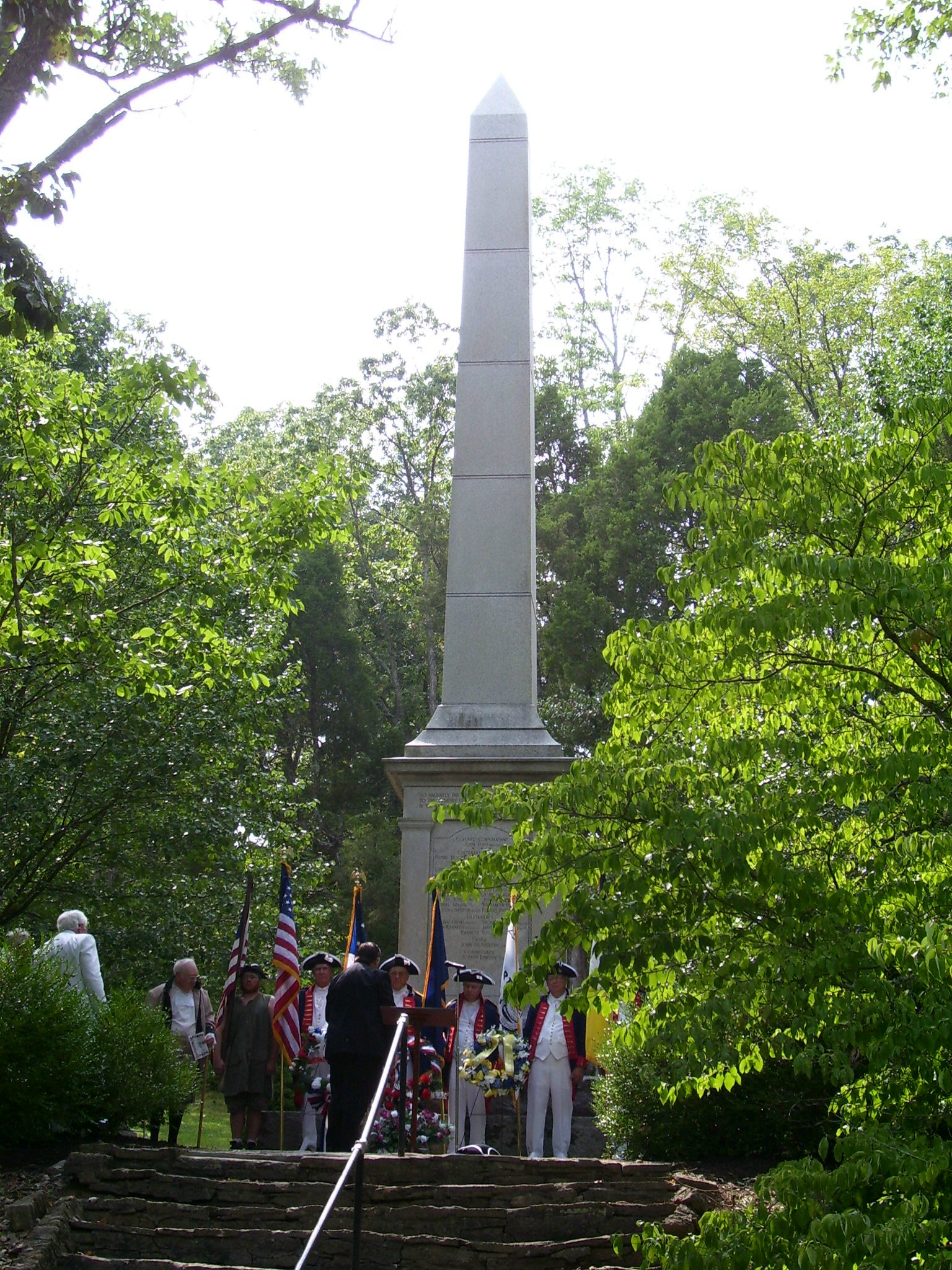
Pomnik na miejscu bitwy

Bitwa pod Blue Licks – starcie zbrojne, które miało miejsce na obszarze dzisiejszego Kentucky 19 sierpnia 1782 roku. Była to jedna z ostatnich bitew amerykańskiej wojny rewolucyjnej. Doszło do niej w dziesięć miesięcy po kapitulacji lorda Cornwallisa pod Yorktown, która ostatecznie zakończyła wojnę na wschodzie. Na wzgórzu nad brzegiem Licking River w dzisiejszym hrabstwie Robertson, oddział składający się z około 50 angielskich żołnierzy i 300 Indian wciągnął w zasadzkę i zmusił do ucieczki 182 milicjantów z Kentucky. Była to największa klęska, jakiej ochotnicy z Kentucky doznali w czasie całej wojny.

## Podłoże

### Ekspedycja Caldwella
Mimo że siły angielskie lorda Cornwallisa skapitulowały pod Yorktown w październiku 1781 roku, wojna na zachodnim pograniczu trwała nadal. Wspomagani przez Anglików z Fort Detroit Indianie zamieszkujący tereny na północ od rzeki Ohio podwoili wysiłki, by zmusić amerykańskich osadników do opuszczenia zachodniej Wirginii (czyli dzisiejszych stanów Kentucky i Wirginia Zachodnia).
W lipcu 1782 roku miała miejsce wielka narada w wiosce Szaunisów w pobliżu źródeł Mad River na Terytorium Ohio, w której uczestniczyli wodzowie Szaunisów, Delawarów, Mingów, Huronów, Miami, Ottawów, Odżibwejów i Potawatomich. W jej wyniku siły składające się ze 150 żołnierzy kapitana Williama Caldwella i 1100 Indian prowadzonych przez lojalistów Aleksandra McKee, Simona Girty'ego i Matthew Elliotta ruszyły ku osadzie Wheeling nad brzegiem rzeki Ohio. Były to prawdopodobnie największe siły wysłane przeciwko amerykańskim osadom w trakcie całej wojny.
Ekspedycja została jednakże odwołana, bowiem zwiadowcy donieśli, że George Rogers Clark, którego Indianie bali się bardziej niż jakiegokolwiek innego amerykańskiego dowódcy, przygotowuje się w Kentucky do uderzenia na Terytorium Ohio. Siły Caldwella wróciły więc nad Mad River, by odeprzeć inwazję, ale armia Clarka nigdy się nie pojawiła. Jak się później okazało, plotka była fałszywa: Clark w dużej łodzi patrolował rzekę Ohio, ale żadnej wyprawy na północ nie planował. Większość Indian rozeszła się na wieść o tym do swych wiosek.

### Bryan Station
Na czele pozostałych sił, liczących około 50 żołnierzy angielskich i 300 Indian, Caldwell i McKee wkroczyli do Kentucky. Mieli nadzieję wziąć znienacka osadę Bryan Station, ale osadnicy dowiedzieli się o ich zamiarach i „ufortyfikowali” obronne z założenia zabudowania. Caldwell i McKee 15 sierpnia rozpoczęli oblężenie Bryan Station, ale już 17 sierpnia wycofali się poinformowani przez zwiadowców, że ku osadzie maszeruje oddział milicji. Siły Caldwella straciły podczas dwóch dni oblężenia 5 zabitych i 2 rannych.
Milicja z Kentucky, która maszerowała na ratunek Bryan Station, liczyła 47 ludzi z hrabstwa Fayette i 135 z hrabstwa Lincoln. Wszystkimi dowodził pułkownik John Todd z milicji Fayette; podlegało mu dwóch podpułkowników, Stephen Trigg z hrabstwa Lincoln i Daniel Boone z hrabstwa Fayette. Pułkownik Benjamin Logan, dowódca milicji Lincoln, wciąż jeszcze zajmował się zaciągiem ochotników i nie był obecny przy oddziałach.
Po przybyciu na miejsce oficerowie zastanawiali się, czy należy natychmiast ścigać nieprzyjaciela, by dopaść go, zanim uda mu się zbiec na drugi brzeg rzeki Ohio, czy też czekać na pułkownika Logana i jego posiłki. Major Hugh McGary był za czekaniem na Logana, ale pułkownik Todd powiedział, że McGary stchórzył. Tak więc milicja ruszyła w pościg za Anglikami i Indianami; obie grupy miały do pokonania 60 km starym bizonim szlakiem.

## Bitwa
Kentukijczycy dotarli nad brzeg Licking River rankiem 19 sierpnia; było to w okolicach słonych źródeł i lizawek znanych jako Lower Blue Licks. Po drugiej stronie rzeki dostrzegli kilku indiańskich zwiadowców. Za plecami Indian wznosiło się wzgórze, wokół którego rzeka tworzyła pętlę. Pułkownik Todd zwołał naradę i zapytał Boone'a, najbardziej doświadczonego ze wszystkich, o zdanie. Boone, którego niepokoił fakt, że Indianie nagle porzucili szlak, był zdania, że nieprzyjaciel stara się wciągnąć ich w zasadzkę.
Major McGary, najwyraźniej chcąc dowieść, że nie jest panikarzem, co wcześniej sugerował Todd, wskoczył na konia i ruszył brodem przez rzekę, krzycząc: „Tamci to tchórze, za mną!” Milicjanci ruszyli przez wodę, a za nimi oficerowie, którzy mieli nadzieję, że uda im się przeprowadzić jakiś skoordynowany atak. „No to zginęliśmy” powiedział Boone przekraczając rzekę.
Na drugim brzegu większość ludzi zsiadła z koni i ustawiła się w trzy lub cztery linie. Ruszyli w górę zbocza, z Toddem i McGarym w centrum, Triggem po prawej i Boonem po lewej. Jak Boone podejrzewał, siły Caldwella czekały na nich na przeciwstoku, kryjąc się w licznych wąwozach. Gdy tylko Kentukijczycy dotarli do szczytu Indianie otwarli ogień, którego skutki były katastrofalne. Po zaledwie pięciu minutach centrum i prawe skrzydło milicji z Kentucky zaczęły cofać się w panice; jedynie ludzie Boone'a na lewym skrzydle byli w stanie posuwać się naprzód. Todd i Trigg, jako że dotarli na szczyt konno, będąc łatwymi celami, zginęli na samym początku starcia.
Kentukijczycy zaczęli uciekać w dół, ku rzece, walcząc na noże i tomahawki z Indianami, którzy dążyli do oskrzydlenia zbiegów. McGary podjechał do Boone'a i powiedział mu, że wszyscy uciekli i że jego oddział jest już otoczony. Boone wezwał ludzi do wycofania się. Schwytał konia bez jeźdźca i kazał swemu synowi, Israelowi, dosiąść go i uciekać. Israel powiedział, że nie opuści ojca i w chwilę później otrzymał śmiertelny postrzał w kark. Daniel, widząc syna martwym, wskoczył na konia i uciekł. Według legendy Boone przed ucieczką ukrył ciało syna, ale w rzeczywistości nie było na to czasu.

## Skutki
Mimo że nie brał udziału w bitwie, George Rogers Clark, jako głównodowodzący milicją, był w Kentucky powszechnie obwiniany za klęskę pod Blue Licks. By oczyścić się z zarzutów, Clark podjął odwetowy rajd w głąb terytorium Ohio. W listopadzie 1782 roku poprowadził na północ ponad tysiąc ludzi, w tym Benjamina Logana i Daniela Boone'a, niszcząc pięć wiosek Szaunisów nad brzegami Great Miami River; była to ostatnia większa ofensywa tej wojny. Nie stoczono żadnych bitew, bowiem Szaunisi woleli nie angażować się w boje z żołnierzami z Kentucky i w zamian wycofali się do swych wiosek nad brzegami Mad River.
Te wioski zostały z kolei zniszczone przez Benjamina Logana w roku 1786, na początku kolejnej wojny z Indianami, zwanej m.in. wojną Małego Żółwia. Podczas tej ostatniej wyprawy Hugh McGary spotkał się z wodzem Szaunisów Molunthą i zapytał go, czy brał udział w bitwie pod Blue Licks. Moluntha nie brał udziału w tym starciu – relatywnie niewielu Szaunisów w nim uczestniczyło – ale najwidoczniej nie zrozumiał pytania i pokiwał twierdząco głową. W odpowiedzi McGary zarąbał wodza Szaunisów tomahawkiem. Logan pozbawił McGary’ego dowództwa, a później postawił go przed sądem wojskowym.

## Park stanowy
Pole bitwy pod Blue Licks uwiecznia Park stanowy Blue Licks Battlefield, w pobliżu drogi międzystanowej nr 68 pomiędzy miejscowościami Paris i Maysville, tuż obok miasteczka Blue Licks Springs. Park obejmuje granitowy obelisk, cmentarz poległych i muzeum.